# Kistenfabrik Gebrüder Busch
Die Kistenfabrik Gebrüder Busch war ein holzverarbeitendes Unternehmen in der ostwestfälischen Stadt Minden.

## Lage
Das Unternehmen wurde südlich des Mittellandkanals in der direkten Nähe des Wasserstraßenkreuzes Minden gegründet. Auf dem Stadtbezirk am rechten Weserufer war in der Nähe des Hafens genug Platz, um die Holzanlieferung und Ablieferung zu organisieren. Zudem standen in der Stadt Minden genug Arbeitskräfte zur Verfügung.

## Geschichte

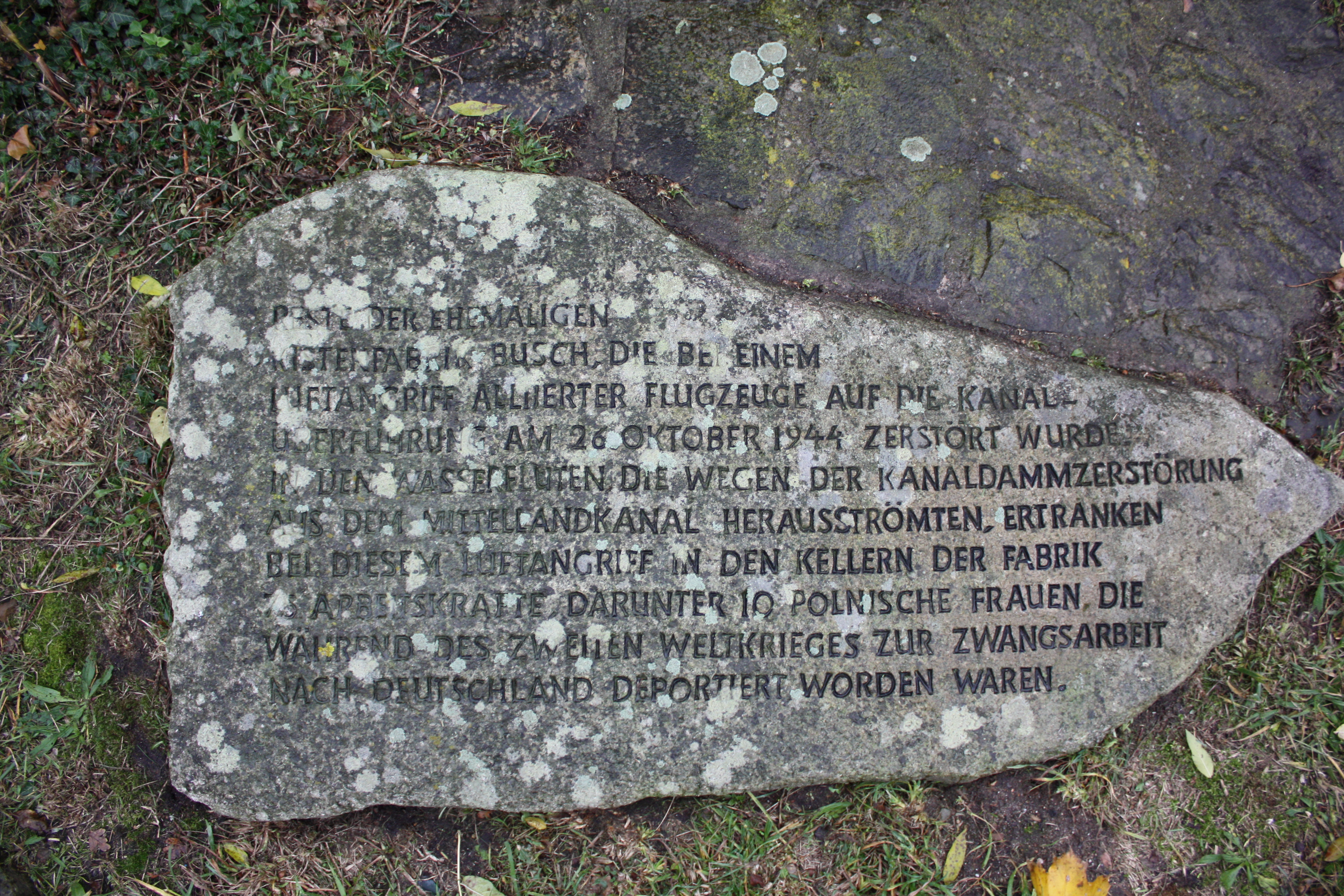
Gedenktafel auf dem ehemaligen Gelände der Kistenfabrik Busch

Die Zigarrenkistenfabrik Gebrüder Busch ging 1845 aus einer Zigarrenmanufaktur hervor und hatte ihr Betriebsgelände in der Lindenstraße. 1867 kam es zu einem Feuer auf dem Gelände, dem höchstwahrscheinlich das Dampfsägewerk zum Opfer fiel. Danach wurde die Fabrikation auf das rechte Weserufer verlegt.
1874 trat der Schwiegersohn Robert Noll in die Leitung des Unternehmens ein. Die Geschäftsführung gab er 1917 in die Hände seiner drei Söhne Heinrich, Robert und Friedrich Noll.
Die Kistenfabrik Busch beschäftigte während des Zweiten Weltkriegs viele Zwangsarbeiter, darunter auch Frauen. Auf dem Werksgelände befand sich ein Luftschutzbunker, der bei den Luftangriffen genutzt wurde. Am 26. Oktober 1944 wurde bei einem Bombenangriff auf die Kanalanlagen an der Friedrich-Wilhelm-Straße die Kanalböschung direkt getroffen, wobei der Damm des Mittellandkanals auf 50 Metern zerstört wurde. Der Kanal lief zwischen den Sperrtoren in Hahlen im Westen und Berenbusch im Osten vollständig leer. Die Wassermassen rissen fünf Schleppkähne mit auf das tiefer gelegene Gelände und ergossen sich auch auf das Gelände der Kistenfabrik. Der Luftschutzbunker war schon zuvor direkt getroffen worden. In diesen Wassermassen, die auch in den Luftschutzbunker drangen, kamen 73 Menschen ums Leben. Ein Denkmal auf dem Gelände der Kistenfabrik Busch erinnert an dieses Unglück.
Nach dem Krieg wurde der Betrieb wieder aufgebaut, und im Januar 1949 startete die Produktion. Doch der Markt hatte sich geändert, die Spanplatte verdrängte die Furnierplatten. Viele der bewährten Mitarbeiter fehlten und konnten nicht ersetzt werden. Am 31. Oktober 1965 wird die Produktion eingestellt.
Die Reste der Kistenfabrik wurden 1991 abgerissen, um das Gelände, das zu dieser Zeit der Mindener Kreisbahn gehörte, verkaufen zu können.